# Cercopagis (Apagis) longicaudata
Cercopagis (Apagis) longicaudata is een watervlooiensoort uit de familie van de Cercopagididae. De wetenschappelijke naam van de soort is voor het eerst geldig gepubliceerd in 1902 door G.O. Sars.